# HIP 13044b
HIP 13044b 是一个曾经被认为存在的类似木星的太阳系外行星，围绕著离地球2000光年的天炉座恒星HIP 13044旋转的，它的发现于2010年11月18日宣布。HIP 13044形成在另一个星系内，其于6–9亿年前被银河系吸收的时候成为银河系的一员，该星系的残余成为珍珠星流。后续研究表明该行星实际上并不存在。

## 发现
马克斯-普朗克天文研究所的赖纳·克莱门特说这个发现对天文学家们来说是令人兴奋的，因为这是首次发现源自在银河系外的星流的行星系统。这个行星的发现使用了欧洲南方天文台在智利拉西拉天文台的MPG/ESO2.2米地面望远镜，通过视向速度法检测行星造成的恒星位置扯动。
行星的发现还可能建议需要重新考虑行星的形成与生存，因为它是首次发现的围绕很古老而且极贫金属的恒星的行星。这个行星因此挑战了核心吸积模型的星球形成理论，因为它在形成时不太可能有一个足够质量的行星核，这可能意味着它的形成是通过竞争磁盘不稳定模型的行星形成方式。

## 属性
这个行星的恒星HIP 13044旋转稍快，也许是因为它在其红巨星阶段吞噬了靠内的行星。这个恒星现在是其生命中的晚期的水平分支阶段，在其核心进行融合氦的核反应。这个行星很可能曾在离恒星更远的地方绕恒星公转，而在恒星的红巨星阶段由于和恒星的外大气层摩擦而到达其当前的位置。由于恒星有望在成为白矮星之前进入另一个扩张阶段，这颗行星的最终命运是不确定的。

## 行星的存在被否认
后续的研究表明，此前检测到的由行星造成的恒星扰动实际上并不存在。可能导致这个错误的原因包括观测时较差的信噪比、以及错误的质心速度矫正。

## 请参阅
- 銀河系外行星

## 引用
1. 1 2 3  .   [2010-11-19]. （原始内容存档于2013-12-20）.
2. 1 2 3 4 5  .   [2010-11-19]. （原始内容存档于2012-01-20）.
3. ↑  .   [2010-11-19]. （原始内容存档于2010-12-16）.
4. 1 2 3 4  Than, Ker. . NationalGeographic.com. National Geographic Society. 2010-11-18  [2010-11-19]. （原始内容存档于2010-11-20）.
5. 1 2  Jones, M. I.; Jenkins, J. S. . Astronomy & Astrophysics. 2014, 562. Bibcode:2014A&A...562A.129J. arXiv:1401.0517 . doi:10.1051/0004-6361/201322132.
6. 1 2 3 4  Bowdler, Neil. . BBC.co.uk. BBC News. 2010-11-18  [2010-11-19]. （原始内容存档于2010-11-19）.
7. 1 2  Wall, Mike. . Space.com. TechMediaNetwork. 2010-11-18  [2010-11-19]. （原始内容存档于2010-11-20）.
8. ↑  Minogue, Kristen. . ScienceNOW (American Association for the Advancement of Science). 2010-11-18  [2010-11-19]. ISSN 1947-8062. （原始内容存档于2010-11-19）.
9. ↑  Spotts, Pete. . CSMonitor.com. Christian Science Monitor. 2010-11-18  [2010-11-19]. （原始内容存档于2010-11-20）.
10. ↑  Matson, John. . ScientificAmerican.com. Scientific American. 2010-11-18  [2010-11-19]. （原始内容存档于2011-10-12）.
11. ↑  Santini, Jean-Louis. . google.com. Agence France-Presse. AFP. 2010-11-18  [2010-11-19]. （原始内容存档于2012-12-06）.